# Tasmanophlebi
Tasmanophlebi ou Tasmanophlebia é um género de insecto da família Oniscigastridae.
Este género contém as seguintes espécies:
- Tasmanophlebia lacustris Tillyard, 1921
- Tasmanophlebia nigrescens Tillyard, 1933
- Tasmanophlebia lacuscoerulei Tillyard, 1933